# Таловский сельский округ
Таловский сельский округ — административно-территориальное образование в Жанибекском районе Западно-Казахстанской области.

## Административное устройство
1. село Таловка
2. село Майтубек
3. село Комсомол (ликвидировано в 2010 году)
4. село Аманат (ликвидировано в 2010 году)